# Mörkskogen
För skogen i Tolkiens Midgård, se Mörkmården.
Mörkskogen eller Mörkveden (Myrkviðr) är i nordisk mytologi beteckningen på gränsskogar åt olika håll. Skogen söder om Midgård ska särskilt ha utpekats som Mörkskogen.
I Eddan kallas flera skogar Myrkviðr:
- den skog varöver Muspels söner sägs rida
- den skog genom vilken de mör flög från söder, som blev hustrur åt Egil, Slagfinn och Volund
- den skog dit Granmars söner sände bud efter krigsfolk
- den skog varöver Atles budbärare red till burgundernas land.
- den skog som i Hlödskvädet skiljer Hunaland och Gotaland.